# Imrich Tomáš
Imrich Tomáš (* 1948 in Dobrá, Tschechoslowakei; † 12. Februar 2021 in Berlin) war ein deutscher Maler. Er lebte und arbeitete in Berlin.

## Leben
Imrich Tomáš wurde in der Tschechoslowakei geboren. Seine spezielle Art des künstlerischen Ausdrucks und seine zunächst fremd erscheinende Interpretation der Welt in Gemälden und Skulpturen machte ihn in seinem Herkunftsland über sein Rom-Sein hinaus zum Außenseiter. Denn in der sozialistischen Gesellschaft gab es für seine spezielle ästhetische Sichtweise kein Verständnis und damit für die Freiheit seines künstlerischen Schaffens keinerlei Perspektive und keine Möglichkeit, Leben und Kunst zu einem befriedigenden Ganzen zu vereinen.
Also stellte der damals 21-Jährige 1969 einen Ausreiseantrag in die Bundesrepublik Deutschland. Dort bestritt er seinen Lebensunterhalt als Hilfsarbeiter und finanzierte so den Malunterricht, der ihn auf die Aufnahme an der Kunsthochschule vorbereiten sollte. In diversen Kreuzberger Kneipen traf er auf die sich im Aufbruch befindliche, junge Berliner Kunstszene. Sie vermittelte ihm einen neuen, freieren Zugang zu Literatur, Philosophie und Kunstgeschichte – speziell der der Malerei und den inspirierenden Kontakt zu Künstlern aus aller Welt.
Im Jahr 1974 bewarb er sich mit Erfolg an der Hochschule der Künste in Berlin. 1980 schloss er sein Studium im Fachbereich „Bildende Künste“ mit Meisterschüler-Auszeichnung ab. Sein Professor war Horst Hirsig, ebenfalls einem Vertreter der abstrakten, nicht gegenständlichen Malerei.
Tomáš arbeitete bevorzugt mit Materialien wie Hanffasern, Pigment und Kunstharzen.